# پل بیرچ (بازیگر)
پل بیرچ (انگلیسی: Paul Birch; ۱۳ ژانویهٔ ۱۹۱۲ – ۲۴ مهٔ ۱۹۶۹) بازیگر اهل ایالات متحده آمریکا بود. وی بین سال‌های ۱۹۴۵ تا ۱۹۶۷ میلادی فعالیت می‌کرد.
از فیلم‌ها یا برنامه‌های تلویزیونی که وی در آن نقش داشته‌است می‌توان به شورش بیدلیل، مردی که لیبرتی والانس را کشت، جنگ دنیاها، مرد بدون ستاره، به عصر سختیها خوش آمدید، برای عشق ورزیدن زود است، میثاق با مرگ و لباس پارهپوره اشاره کرد.